# 비토리오 아메데오 3세
비토리오 아메데오 3세(이탈리아어: Vittorio Amedeo III, 1726년 6월 26일~1796년 10월 16일)는 사르데냐 왕국의 국왕이다. 카를로 에마누엘레 3세와 그의 두 번째 왕비 헤센로텐부르크의 폴리세나 사이에서 장남으로 태어났다. 1750년 스페인 국왕 펠리페 5세와 이사벨 디 파르네시오 사이에서 태어난 막내딸 스페인의 마리아 안토니아와 결혼해 열두 명의 자녀를 두었다.